# Wanda Hendrix
Wanda Hendrix (Jacksonville, Florida, 3 de noviembre de 1928 - California, 1 de febrero de 1981) fue una actriz de cine y películas de televisión estadounidense. 
Es especialmente recordada por su actuación en la película Captain Carey, U.S.A. de 1950, película que ganó el premio Óscar a la mejor canción original por Mona Lisa interpretada por Nat King Cole. 
Otras películas en las que actuó fueron, El príncipe de los zorros junto a Tyrone Power y Orson Welles,  Sea of Lost Ships, The Black Dakotas, South of Algiers, The Last Posse y Montana Territory. 

Estuvo casada con Audie Murphy, el soldado norteamericano más condecorado en la Segunda Guerra Mundial entre 1949 y 1951, el  trauma de guerra malogró el matrimonio. Tuvo otros dos matrimonios más y falleció por neumonía a sus 52 años en Burbank, California, en 1981. 

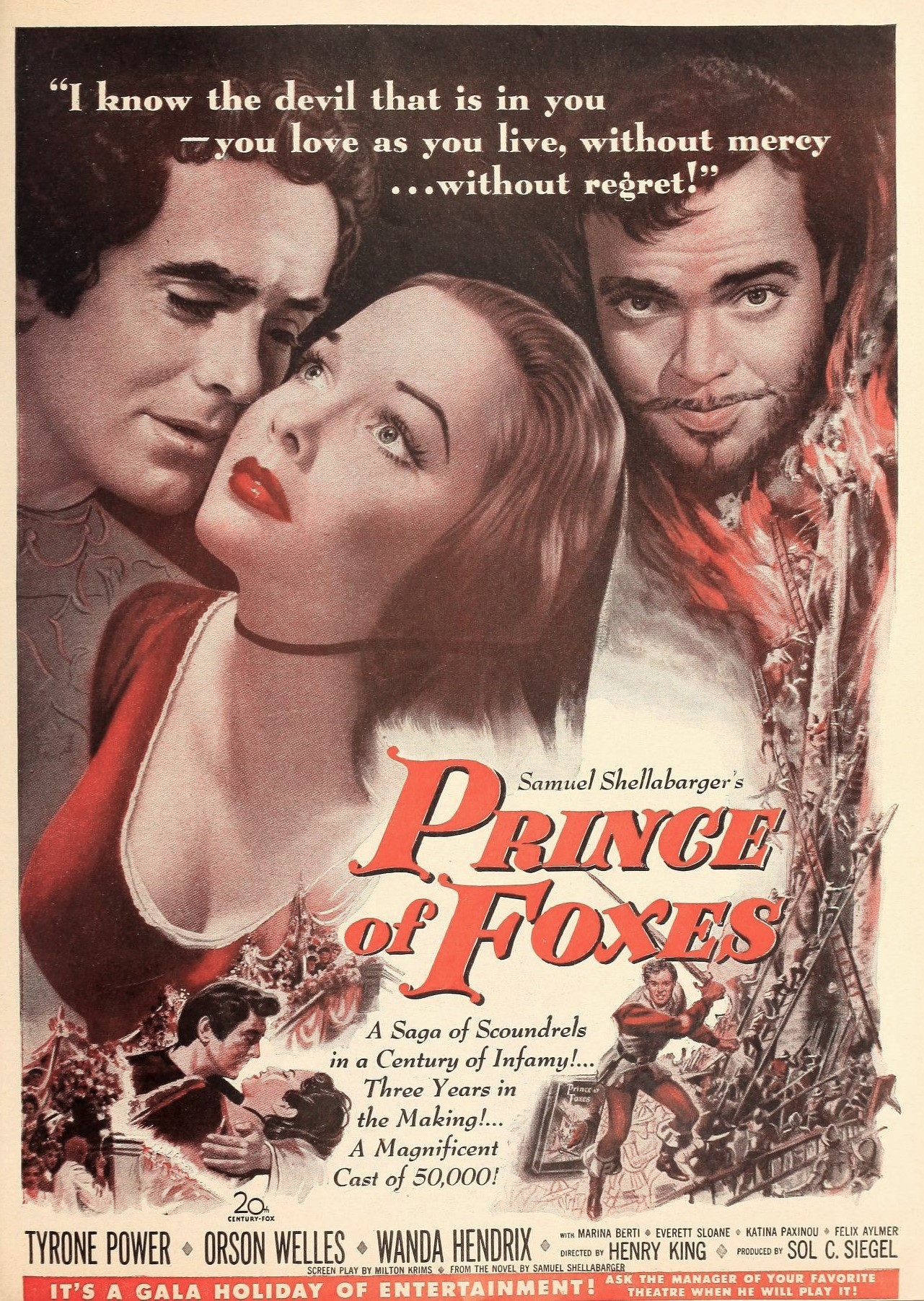
Wanda Hendrix en Prince of foxes de 1950

- Datos: Q1147611
- Multimedia: Wanda Hendrix / Q1147611